# Сурека Сикри
Сурека Сикри (хинд. सुरेखा सीकरी; Њу Делхи, 19. април 1945 — Мумбај, 16. јул 2021) била је индијска глумица. Два пута је добила највећу индијску филмску награду за најбоље одиграну споредну улогу – 1988. за улогу у трилеру Тама, а 1995. године за улогу у драми Мамо. У Србији је позната захваљујући улози подле и безобразне свекрве Каљани Дeви у индијској сапуници Мала невеста. Премда је за то извођење награђена за најбоље одиграног негативца, Сурека наглашава да је приватно веома блага особа.